# Yaequintus irioquereus
Yaequintus irioquereus är en tvåvingeart som beskrevs av Sasa och Suzuki 2000. Yaequintus irioquereus ingår i släktet Yaequintus och familjen fjädermyggor. Inga underarter finns listade i Catalogue of Life.